# Nan (tỉnh)
Nan (tiếng Thái: น่าน, phát âm [nâːn]) là một tỉnh miền Bắc của Thái Lan. Các tỉnh giáp giới (từ phía nam theo chiều kim đồng hồ): tỉnh Uttaradit, Phrae và Phayao. Phía bắc và phía đông giáp tỉnh Xayabury của Lào.

## Các đơn vị hành chính
Tỉnh này được chia làm 14 huyện (Amphoe) . Các huyện lại được chia ra làm 99 xã (tambon) và 848 thôn (mubaan).
| Amphoe                                                                                | | King Amphoe   |
| ------------------------------------------------------------------------------------- | --- | ------------- |
| 1. Mueang Nan 2. Mae Charim 3. Ban Luang 4. Na Noi 5. Pua 6. Tha Wang Pha 7. Wiang Sa | 1. Thung Chang 2. Chiang Klang 3. Na Muen 4. Santi Suk 5. Bo Kluea 6. Song Khwae 1. Chaloem Phra Kiat | 1. Phu Phiang |

huyện Chaloem Phra Kiat được lập gần đây nhưng đã được nâng từ cấp King Amphoe lên Amphoe trước các huyện khác, và do đó nhảy số thứ tự.